# Furstestater i Indien

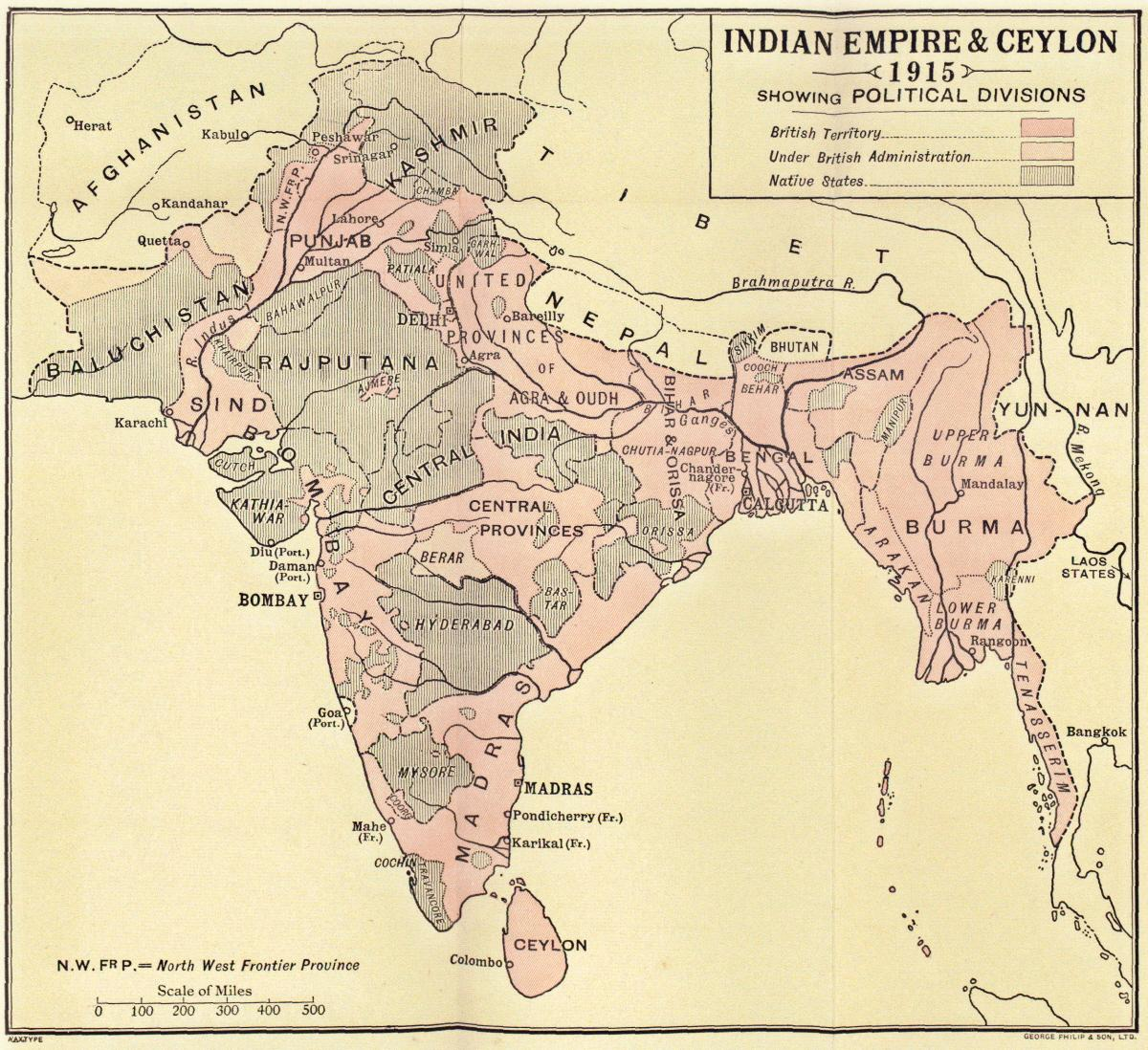
Brittiska Indien, direktstyrd koloni
Furstestater, indirekt styrda av Storbritannien.

Furstestater i Indien var statsbildningar som fanns bredvid kolonin Brittiska Indien och som nominellt styrdes av inhemska monarker. Småfurstendömen har historiskt funnits på den indiska halvön men blev vanligare från början av 1800-talet när britterna etablerade sin maktposition i Sydasien fram till Indiens och Pakistans självständighet 1947. Vid början av 1900-talet hade alla då existerande furstestater tillsammans en befolkning av mer än 62 miljoner människor och var mellan 650 och 680 till antalet. Många av dem utgjordes av blott en enda by, men några hade flera miljoner invånare. Småfurstarna var vanligen förenade i administrativa statsförbund (agentskap, residentskap) med viss gemensam förvaltning, i realiteten regerade de över brittiska vasallstater.

## Historia

### Bakgrund
Medan Sydasien genom århundradena har varit politiskt uppdelat i ett stort antal småstater och några större riken kvarstod efter det slutliga upprättandet av brittiskt kolonialherravälde i princip enbart ett stort antal mycket små stater, och ett fåtal större. Många av de småfurstendömen som hamnade under brittisk suzeränitet bröts loss från det kollapsande Mogulriket på 1700- och 1800-talen, och även Marathariket som efterträddes av Brittiska ostindiska kompaniet som dominerande makt på indiska halvön i början av 1800-talet. Vissa furstestater och dynastier hade dock anor till medeltiden och tidigare än så.

### Doctrine of lapse
Brittiska ostindiska kompaniet tillämpade en kontroversiell politik kallad doctrine of lapse som mot mitten av 1800-talet reducerade antalet förläningar som stod under inhemska furstars kontroll. Doktrinen gick ut på att om en inhemsk furste avled utan biologisk manlig arvinge eller ansågs vara "inkompetent" tillföll samtliga hans territorier automatiskt Ostindiska kompaniet. Historiskt hade indiska härskare själva valt sina arvingar i motsats till det europeiska feodalsystemet där den äldste sonen oftast hade rätt att ärva tronen. Åtskilliga furstestater annekterades därmed av kompaniet ända tills doktrinen övergavs när brittiska kronan övertog kontroll över kolonin 1858.

## Relationerna med den brittiska kolonialmakten
Vasallfurstarnas rättsliga ställning bestämdes genom fördrag med Brittiska ostindiska kompaniet (före 1858) och den brittiska kronan (efter 1858). Efter 1858 representerades den brittisk-indiska regeringen i furstestaterna av en rådgivande och övervakande politisk agent eller resident. Den brittiska representanten kunde antingen handha relationerna med en enda furstestat, vilket endast gällde de förnämsta furstarna och största furstestaterna, eller en grupp av mindre furstestater enligt systemet med regionala indelningar i agentskap. Furstarna fick ej förklara krig eller sluta fred eller skicka diplomatiska sändebud till varandra eller till främmande stater, furstestaternas externa relationer sköttes exklusivt av britterna. Den krigsstyrka furstarna underhöll var skarpt begränsad, och de måste vid rekvisition ställa en viss styrka till brittisk-indiska regeringens förfogande. År 1907 hade brittiska kronan suzeränitet över de 175 största furstestaterna som utövades direkt av Brittiska Indiens vicekung medan resterande cirka 400 småfurstar och hövdingar kontrollerades av de olika provinsregeringarna.
Ingen europé fick utan brittisk-indiska regeringens tillstånd vistas vid furstarnas hov, och i händelse av "dålig styrelse" kunde britterna ingripa, men i övrigt var furstarna åtminstone i de större staterna självstyrande. Några erlade en viss årlig tribut, men inte de flesta. Deras sammanlagda statsinkomst var 1907-1908 omkring 15 miljoner pund sterling, varav till indiska regeringen erlades en tribut av 558 600 pund.

### Direkta relationer med centralregeringen
Fyra stora furstestater ansågs vara tillräckligt viktiga och styras av fursteätter av så hög rang att de åtnjöt särskild status genom att ha direkta politiska relationer med den brittisk-indiska regeringen och vicekungen, som sände residenter till furstarnas respektive hov för att sköta relationerna med dem exklusivt. Dessa fyra furstestater var:
- Hyderabad
- Mysore
- Baroda
- Jammu och Kashmir

Därutöver fanns tre regionala agentskap, innefattande sammanlagt runt 170 furstestater, som kollektivt åtnjöt direkta relationer med centralregeringen.
- Centrala Indiens agentskap
- Rajputanas agentskap
- Baluchistans agentskap

### Relationer med provinsregeringarna
Den absoluta merparten av alla furstestater hade endast direkta relationer med en av Brittiska Indiens provinser. De grupperades i regel av britterna i regionala agentskap för politiska ändamål, där de kollektivt hade diplomatiska relationer med ansvarig provinsregering. Tidvis fanns även enskilda furstestater som stod utanför agentskapen och direkt föll under provinsregeringarnas suzeränitet. Staterna var formellt inte del av provinserna, men oavsett om de stod ensamma eller var del av en grupp furstestater i ett agentskap fick de alltså inte ha direkta relationer med centralregeringen. I många mindre furstestater var det den politiska agenten, som utsågs av ansvarig provinsguvernör, som var den verkliga makthavaren.

## Furstlig rang och salut
De indiska furstarnas härskartitlar var sällan tydligt kopplade till land eller en dynastis maktposition utan snarare förlänade av skyddsmakter, t.ex. stormogulerna eller brittiska kronan, som tacksamhet för enskilda furstars lojalitet. Vissa prestigefyllda härskartitlar bars till och med av icke-furstliga ämbetsmän såsom zamindarer. Ett system för att ordna mångfalden av furstestater efter rang utvecklades från Brittiska ostindiska kompaniets tidiga praxis att förära furstar man slutit fördrag med 21 salutskott. När brittiska kronan tog över kolonin formaliserades salutsystemet så att furstestater och deras furstar kunde hälsas med ett antal kanonskott, mellan 7 och 21 skott, beroende på rang. Den absoluta merparten av de hundratals furstestaterna saknade dock helt rätt till officiell kanonsalut.

## Exempel på furstestater
De mäktigaste furstarna var nizamen av Hyderabad, maharajorna av Scindia (Gwalior), Mysore, Jaipur, Travancore, Jammu och Kashmir, Jodhpur, Patiala, Udaipur, Bharatpur, holkar av Indore, gaekwaren av Baroda och begumen av Bhopal. De flesta av dessa stater uppstod under 1700-talet då Mogulriket försvagades och Marathariket växte i dess ställe; andra åter tillhörde dynastier, vilkas historia går ett eller två årtusenden tillbaka, och därför kunde betrakta Europas furstefamiljer som uppkomlingar. 
Residentskapet Indore och agentskapen Gwalior, Bhopal, Bundelkhand, Baghelkhand, West Malwa och Bhil J. Bhopawar kallades med ett gemensamt namn Centrala Indien. Hit hörde ett 80-tal vasallstater.